# Eucalyptopsis papuana
Eucalyptopsis papuana är en myrtenväxtart som beskrevs av Cyril Tenison White. Eucalyptopsis papuana ingår i släktet Eucalyptopsis och familjen myrtenväxter. IUCN kategoriserar arten globalt som nära hotad. Inga underarter finns listade i Catalogue of Life.